# Rice University Women's Volleyball
La Rice University Women's Volleyball è la squadra pallavolo femminile appartenente alla Rice University, avente sede a Houston (Texas): milita nella American Athletic Conference della NCAA Division I.

## Storia
Il programma di pallavolo femminile della Rice University viene fondato nel 1974, partecipando all'AIAW Division I. Nel 1982 si trasferisce nella NCAA Division I, aderendo alla Southwest Conference. In seguito gioca nella Western Athletic Conference tra il 1996 e il 2004, anno nel quale partecipa per la prima volta al torneo NCAA, uscendo al primo turno.
Nel 2005 le Owls approdano nella Conference USA, conquistando due titoli: si qualificano inoltre al torneo di NCAA Division I in diverse occasioni, eliminate sempre ai primi due turni. Da 2023, invece, gioca nella American Athletic Conference.

## Record
| Piazzamento          |   | Edizione                                    |
| -------------------- | - | ------------------------------------------- |
| Tornei NCAA          | 8 | Secondo turno: 3 2019, 2021, 2022           |
| Tornei NCAA          | 8 | Primo turno: 5 2004, 2008, 2009, 2018, 2020 |
| Titoli di conference | 3 | Conference USA: 3 2009, 2018, 2022          |

## Conference
- Southwest Conference: 1982-1995
- Western Athletic Conference: 1996-2004
- Conference USA: 2005-2022
- American Athletic Conference: 2023-

## All-America

### Second Team
- Samantha Waldron (1995)

### Third Team
- Nicole Lennon (2020)

## Allenatori
- Doug Osborn: 1974
- Jimmy Disch: 1975
- Jane Arnett: 1977
- Linda Tucker: 1978-1981
- Debbie Sokol: 1982-1992
- Henry Chen: 1993-1995
- Julio Morales: 1996-2002
- Jon Wilson: 2003
- Genny Volpe: 2004-